# 西双版纳傣族自治州
西双版纳傣族自治州（国际音标：[ʦɯ˧˥ʦɯ˧˥ʦəu˧ pʰaː˥˩saː˥tai˥˩ sip˥sɔŋ˥ pan˥˩naː˥˩]) ，简称西双版纳州，是中华人民共和国云南省下辖的自治州，位于云南省西南端。州境北面与普洱市毗邻，西南与缅甸相连，东南与老挝接壤。地处横断山脉南段，北面临哀牢山和无量山，东西两侧为山地，中部为谷地和盆地，澜沧江纵贯州境。全州面积19,096平方公里，总人口為130.14万人，汉族人口比例约33%，傣族人口比例约25%，自治州首府驻景洪市。

## 名称
“西双”（ᦉᦲᧇᦉᦸᧂ，数字式为）在傣仂語裡意思為十二，其中ᦉᦲᧇ音譯成“西”，意思是“十”，和漢語“十”同源；ᦉᦸᧂ音譯成“雙”，意思是“二”，和漢語“雙”同源。“版”（ᦗᧃ）是千的意思，與泰語  phạn 及老撾語  phan 同源（另有說法為“版”意為“村莊”，與泰語  bâan 及老撾語  bān 同源），“纳”（ᦓᦱ）是一种田赋单位，“西双版纳”即一萬兩千块田地，或直譯“十二千田”。故也有稱呼“十雙版納”、“十二版納”的，或簡稱“版納”。
亦有十三版納之稱。

## 历史
西双版纳古称勐泐，即傣仂居住的地方。据《泐西双邦》（ᦟᦹᧉᦉᦲᧇᦉᦸᧂᦔᦱᧂ）记载，古代勐泐分为十二个邦（部落）。据《泐史》記載，1180年前後叭真（帕雅真）統一各部，建立“景曨金殿國”，成为第一世召片領。
西汉州境为哀牢地。东汉永平十二年（69年），哀牢王内附，汉朝析益州郡西置澜沧郡，后改永昌郡。西晋泰始六年（270年），永昌郡改属新置之宁州。元康九年（299年）于今景洪市境置南涪县。东晋末至南北朝年间，中原王朝漸失去境内管治，后地入濮部。
唐开元二十六年（738年）蒙舍诏统一其它五诏，建立南诏国。南诏设银生节度，今境属茫乃道。五代后晋天福八年（943年），傣族首领帕雅桑目底把辖地划分为十二版纳，称“西双版纳”。南宋淳熙七年（1180年）傣族首领帕雅真建立“景昽金殿国”，统治中心在勐泐，即今景洪市。元至元二十九年（1292年），元军入云南，“景昽国”内附。元贞二年（1296年）置彻里军民府（治今景洪市）。泰定四年（1327年）改彻里军民府为车里军民府。
明洪武十五年（1382年），“景昽国”内附明朝，以其地置设车里军民府。洪武十七年（1384年）改车里军民府为车里宣慰司，并冊封召片領為宣慰使。隆庆四年（1570年）第二十四世召片領召应勐将三十多个“勐”合并成十二个“版纳”：景洪、勐遮、勐混、勐海、景洛、勐腊、勐很、勐拉、勐捧、勐乌、景董、勐龙（“景”是城市，“勐”是坝子）。清雍正七年（1729年）析车里宣慰司澜沧江以东六个“版纳”置普洱府。乾隆元年（1736年），普洱府增领澜沧江外六版纳各土司。其中勐乌于光绪二十一年（1895年）依据中法《续议界务专条附章》为法国割占，并入法属印度支那，今属老挝丰沙里省。自此十二版纳仅余十一。
民国二年（1913年）析思茅厅置普思沿边行政总局，治今景洪市，隶滇南道（1914年改普洱道）。民国十六年（1927年）以普思沿边行政总局第一区置车里县（治今景洪市允景洪街道），第二区置五福县（治今勐海县勐遮镇），第三区置佛海县（治今勐海县勐海镇），第四区置临江行政区（治今勐海县勐往乡），第五区置镇越县（治今勐腊县勐捧镇，1930年迁治今易武乡），第六区置象明县（治今勐腊县象明彝族乡倚邦村），第七区置普文县（治今景洪市普文镇），第八区置芦山县（今普洱市思茅区六顺乡），皆屬普洱道；同年废道制。1929年芦山县改名六顺县，省象明县入镇越县；同年置第二殖边督办公署，各县、行政区属之。1932年省普文县入思茅县，改临江行政区为宁江设治局。1934年五福县改名南峤县。1938年撤销第二殖边督办公署。民国二十九年（1940年）以普思沿边行政总局置云南省第一行政督察区，1942年改第四行政督察区，1946年改属第七行政督察区。
中华人民共和国成立后，1950年各县属宁洱专区，次年改名普洱专区。1953年1月23日建立西雙版納傣族自治區，委托普洱专区领导。1954年撤销各县，改设景洪、勐海、勐旺、易武、勐捧、勐混、勐遮、勐养、勐腊、勐龙、勐阿、曼敦十二版纳，均相当于区级，及格朗和哈尼族自治区（治今勐海县格朗和乡）、布朗山布朗族自治区（治今勐海县勐满镇）与易武瑶族自治区（治今勐腊县易武乡）。1956年6月废除农奴制后，西双版纳自治区改设西双版纳傣族自治州，由思茅专区领导。1957年7月，勐养、勐笼、勐旺3版纳并入版纳景洪，格朗和、布朗族2自治区与版纳勐混、勐阿2版纳并入版纳勐海，版纳曼敦并入版纳勐遮，版纳勐捧并入版纳勐腊，易武瑶族自治区并入版纳易武。1960年1月改各版纳为景洪、勐海、勐遮、勐腊、易武五县；同年9月将勐遮县并入勐海县，易武县并入勐腊县。1973年8月，西双版纳州与思茅地区分设，由云南省直接领导。1993年12月，撤销景洪县，改设景洪市。
原召景哈（外议事庭庭长）、召勐捧（勐捧土司）召存信（1928年—2015年）长期担任自治區主席（1953—1955年）、自治州州长（1955—1992年）。第44代召片領刀世勋（1928年—2017年）后来成为学者。

## 地理
西双版纳是中国热带生态系统保存最完整的地区，素有“植物王国”、“动物王国”、“生物基因库”、“植物王国桂冠上的一颗绿宝石”等美称，擁有中国唯一的热带雨林自然保护区。

### 氣候

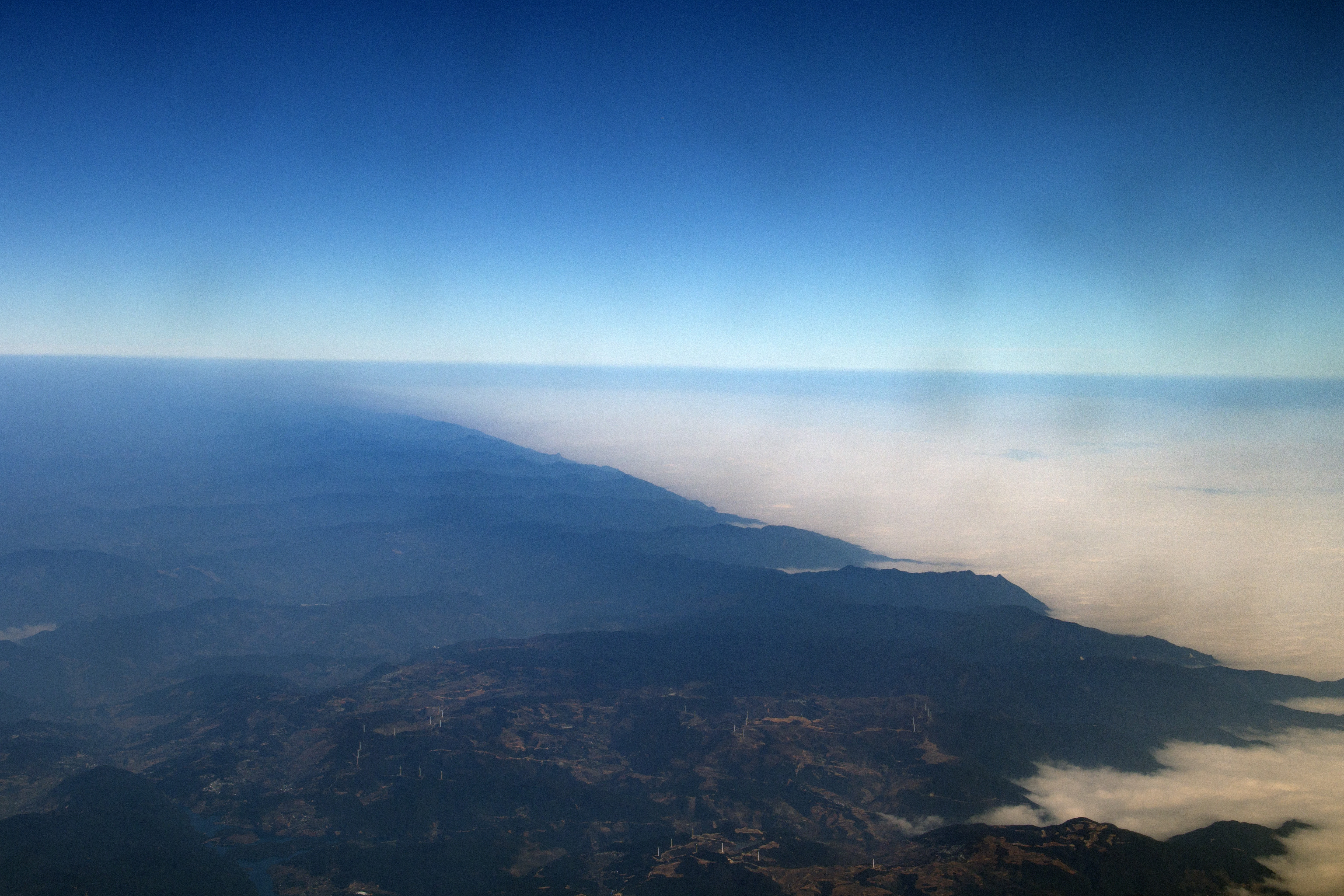
哀牢山阻挡了南下的寒流。

西双版纳地处热带北部边缘，北有哀牢山、无量山为屏障，阻挡了南下的寒流；南面东西两侧靠近印度洋和孟加拉湾，夏季受印度洋的西南季风和太平洋东南气流的影响，造成西双版纳气候终年温暖湿润，无四季之分，只有干湿季之别。干季从当年11月到次年4月，湿季从5月至10月。全州各地年平均气温在18.6～22.9℃之间。

### 河流
澜沧江-湄公河被美誉为“东方多瑙河”，与老挝、缅甸、泰国、越南、柬埔寨水路相连，是面向南亚的重要通道和黄金水道，地理优势、自然优势得天独厚。

### 植物
全州森林面积154.63万公顷,有勐养、勐腊、勐仑、尚勇、曼稿、纳板河流域6块国家级自然保护区402万亩，其中70万亩为保护完好的原始森林。域內高等植物5000多种，其中特有植物153中，如望天树、红光树、云南肉豆蔻、四薮木、黄果木、胡桐、美登木、三尖杉等等。濒危植物134种，如西南紫微、铁力木、云南石梓、云南美登木等。众多的植物种属相互交错生长，形成了热带雨林、热带季雨林、亚热带常绿阔叶林、苔藓常绿阔叶林、南亚热带针叶阔叶混交林、竹木混交林、灌木林等复杂多样的植被景观。
在各种植物中，药用植物资源十分丰富，全州有中草药1724种，经过鉴定的有500多种。其中，有芳香健胃药砂仁，健胃驱虫药槟榔，有制造国产血竭的主要原料龙血树，制造云南白药的主要原料七叶一枝花，制造降压灵的萝芙木，製造奎寧的金雞納樹等等。在西双版纳这个“植物王国”里，水果资源、花卉植物、油脂植物、香料植物、染料植物、纤维植物、淀粉植物、蔬菜植物也十分丰富。西双版纳為亚洲大叶种茶原生地，是驰誉中外的“普洱茶”主要产地。

### 動物
丰富的植物和温和的气候，是动物生存繁衍的理想家园，西双版纳有脊椎动物762种（其中陆栖脊椎动物539种），占該国脊椎动物类1／4；无脊椎动物3000多种，鸟类427种，占該国鸟类种数36%；哺乳动物108种，爬行野生动物74种，鱼类100种，被誉为“动物王国”、“天然动物园”。在这些野生动物中，被列为中國国家重点保护的珍稀动物就多达109种，不仅保存着中国最大的野生亚洲象种群，还较为集中地分布着野牛、印支虎（又称勐腊虎、孟加拉虎印支虎）、绿孔雀、巨蜥、蟒、黑冠长臂猿、犀鸟 及仅产于此地的鼷鹿等珍稀动物。

### 礦物
西双版纳州矿产丰富，拥有岩盐、铁、铜、锰、钴、稀土（磷钇矿、独居石）、褐煤、油页岩、铅、锌、汞、钨、金、高岭土等矿产。

## 生物多樣性
西雙版納的多样生物种群在云南和中国都占比很多。出於熱帶氣候和偏遠地區，許多物種直到最近才統計其中。除丰富的植物外，西雙版納还是最后几头仍在中国的亞洲象的家園，该物种甚至在几百年前就游遍了中国的大部分地区。人们建立了保护区来保护大象，但这五十年来的天然橡胶种植园威胁了植物多样性并完全摧毁了热带雨林，取而代之的是单一耕作的巴西树。
版纳西番莲是最近发现的一个西番莲属的特有种。

## 政治

### 现任领导
| 机构     | · 中国共产党 · 西双版纳傣族自治州 · 委员会 | 西双版纳傣族自治州 人民代表大会 常务委员会 | 西双版纳傣族自治州 人民政府 | · 中国人民政治协商会议 · 西双版纳傣族自治州 · 委员会 |
| 职务     | 书记                                       | 主任                                       | 州长                        | 主席                                                 |
| -------- | ------------------------------------------ | ------------------------------------------ | --------------------------- | ---------------------------------------------------- |
| 姓名     | 朱家伟                                     | 王嘉玲（女）                               | 刀文                        | 魏平                                                 |
| 民族     | 汉族                                       | 哈尼族                                     | 傣族                        | 汉族                                                 |
| 籍贯     | 云南省泸西县                               | 云南省墨江哈尼族自治县                     | 云南省景洪市                | 云南省会泽县                                         |
| 出生日期 | 1973年11月（51歲）                         | 1971年10月（53歲）                         | 1972年1月（53歲）           | 1973年9月（51歲）                                    |
| 就任日期 | 2022年6月                                  | 2025年1月                                  | 2021年2月                   | 2025年1月                                            |

### 历任领导
| 州委书记 - 朱家伟（2022年6月—） - 郑艺（2020年12月—2022年4月） - 陈玉侯（2012年12月—2020年12月） - 江普生（2006年8月—2012年12月） - 尹欣（2001年3月—2004年1月） - 黄建国（1996年5月—2001年3月） | 州长 - 刀文（2021年2月—） - 罗红江（2013年3月—2021年2月） - 刀林荫（2006年3月—2013年3月） - 岩庄（？—2005年10月） |

### 行政区划
西双版纳州下辖1个县级市、2个县。
- 县级市：景洪市
- 县：勐海县、勐腊县

## 人口
根据2020年第七次全国人口普查，全州常住人口为1,301,407人。同第六次全国人口普查的1,133,515人相比，十年共增加了167,892人，增长14.81%，年平均增长率为1.39%。其中，男性人口为684,765人，占总人口的52.62%；女性人口为616,642人，占总人口的47.38%。总人口性别比（以女性为100）为111.05。0－14岁的人口为228,963人，占总人口的17.59%；15－59岁的人口为906,398人，占总人口的69.65%；60岁及以上的人口为166,046人，占总人口的12.76%，其中65岁及以上的人口为105,021人，占总人口的8.07%。居住在城镇的人口为612,550人，占总人口的47.07%；居住在乡村的人口为688,857人，占总人口的52.93%。

### 民族和宗教
全州常住人口中，汉族人口为439,036人，占33.74%；各少数民族人口为862,371人，占66.26%。与2010年第六次全国人口普查相比，汉族人口增加98,605人，增长28.96%，占总人口比例增加3.7个百分点；各少数民族人口增加69,287人，增长8.74%，占总人口比例下降3.7个百分点。其中，傣族人口增加12,190人，增长3.86%，占总人口比例下降2.66个百分点；哈尼族人口增加18,875人，增长8.76%，占总人口比例下降1个百分点。
西双版纳傣族自称傣仂（ᦑᦺᦟᦹᧉ [tai˥˩lɯ˩]），说傣仂语。
傣族人民世代居住在版纳，由于本地佛教传统历史悠久，并临近老挝、缅甸等佛教国家，上座部佛教（南传佛教）在这里深入人心，处处可见类似东南亚风情的佛寺、佛塔，傣族和布朗族全民信仰上座部佛教，其他民族也有部分人信奉佛教。
| 民族名称                | 汉族    | 傣族    | 哈尼族  | 彝族   | 拉祜族 | 布朗族 | 基诺族 | 瑶族   | 苗族   | 白族  | 其他民族 |
| ----------------------- | ------- | ------- | ------- | ------ | ------ | ------ | ------ | ------ | ------ | ----- | -------- |
| 人口数                  | 439,036 | 328,341 | 234,309 | 83,020 | 66,635 | 50,897 | 23,917 | 23,547 | 21,583 | 8,264 | 21,858   |
| 占总人口比例（%）       | 33.74   | 25.23   | 18.00   | 6.38   | 5.12   | 3.91   | 1.84   | 1.81   | 1.66   | 0.64  | 1.68     |
| 占少数民族人口比例（%） | －      | 38.07   | 27.17   | 9.63   | 7.73   | 5.90   | 2.77   | 2.73   | 2.50   | 0.96  | 2.53     |

## 文化
位于该州的六大茶山生产了部分20世纪最受瞩目的普洱茶。
西双版纳拥有丰富的自然、历史和文化资源，以其民俗、雨林、稀有植物和野生动物而知名。其主要旅游景点包括勐仑热带植物园、曼飞龙佛塔（曼飞龙白塔）、景真阁、野象沟、甘兰坝傣族村寨。
著名的传统节日是哈尼族“嘎汤帕”节、基诺族“特懋克”节、瑶族“盘王节”、彝族“百诗佳”节和傣族新年（又称泼水节）。而傣族新年每年的4月13日持续至15日，共3天。除了泼水节，它还有赛龙舟、孔明灯等其他活动。 

## 著名景点
- 中国科学院西双版纳热带植物园
- 西双版纳主题乐园
- 野象谷
- 橄榄坝
- 独树成林
- 曼听公园
- 勐腊望天树
- 民族风情园
- 曼飞龙塔
- 景真八角亭
- 曼春满佛寺
- 曼短佛寺

### 全国重点文物保护单位
- 景真八角亭
- 曼飞龙塔
- 曼短佛寺
- 曼春满佛寺

## 特产和小吃
- 茶叶：普洱茶
- 象脚鼓
- 筒帕与香包
- 血竭
- 绞股兰
- 热带水果：菠萝蜜、红毛丹、油梨、莲雾、番木瓜、无眼菠萝、芒果
- 香茅草烤鱼
- 竹筒饭
- 青苔
- 油炸牛皮

## 友好地区
- 美国奧斯汀
- 琅勃拉邦省[28]